# Hemsö församling
Hemsö församling är en församling i Ådalens kontrakt i Härnösands stift. Församlingen ingår i Härnösands pastorat och ligger i Härnösands kommun i Västernorrlands län, Ångermanland.

## Administrativ historik
Församlingen bildades 12 november 1845 genom en utbrytning ur Högsjö församling som en kapellförsamling för att 17 mars 1871 bli annexförsamling.
Församlingen var inledningsmässigt till 1 februari 1897 annexförsamling i pastoratet Gudmundrå, Högsjö och Hemsö. Från 1 februari 1897 till 1962 var församlingen annexförsamling i pastoratet Högsjö och Hemsö. Från 1962 till 2006 annexförsamling i pastoratet Säbrå, Häggdånger och Hemsö. Från 2006 ingick församlingen i Härnösands landsförsamlingars pastorat och ingår från 2018 i Härnösands pastorat.

## Kyrkor
- Hemsö kyrka